# ONVZ
ONVZ is een Nederlandse verzekeringsmaatschappij die zich uitsluitend richt op het gebied van zorgverzekeringen. ONVZ is een onderlinge waarborgmaatschappij en heeft geen winstoogmerk. Met circa 406.000 verzekerden is ONVZ een middelgrote zorgverzekeraar. ONVZ is gevestigd in Houten.
De doelstelling van ONVZ is in eerste instantie het behartigen van de belangen van de verzekerden op het gebied van de gezondheidszorg. Naast het begeleiden bij ziekte, bestaat de dienstverlening dan ook voor een deel voor het ervoor zorgen dat verzekerden hun fysieke en mentale gezondheid kunnen verbeteren/behouden, dit via de zorgconsulenten.

## Geschiedenis
ONVZ is opgericht in 1933 als Onderlinge Nationale Verzekering tegen Ziekenhuiskosten. Verzekerd waren aanvankelijk de kosten van verpleging, operaties en ziekenvervoer. Er werd niet uitgekeerd bij besmettelijke ziekten en psychische afwijkingen. In 1950 werd de naam gewijzigd in ‘Onderlinge Nationale Verzekering tegen Ziekenhuiskosten (O.N.V.Z.)' en in 1990 werd het ‘ONVZ Ziektekostenverzekeraar’. ONVZ verhuisde in 1990 naar Houten en in 1999 veranderde de naam toen in ‘ONVZ Zorgverzekeraar’, waarna dit in 2017 werd afgekort tot 'ONVZ'.
Met de invoering van het nieuwe zorgstelsel in het vooruitzicht, nam ONVZ in 2006 de ziektekostenportefeuilles van een aantal andere verzekeringsmaatschappijen over: Allianz Nederland, Nationale-Nederlanden, Aegon, PNOzorg en VvAA zorgverzekering. Hierdoor groeide ONVZ uit van een kleine verzekeraar tot de achtste verzekeraar van Nederland in 2007. VvAA zorgverzekering is bij ONVZ gehandhaafd als handelsnaam. In 2020 introduceerde ONVZ de natura-zorgverzekering Jaaah. Het label Jaaah gaat sinds 1 januari 2024 verder onder de naam ONVZ Bewuste Keuze.

## Rechtszaak
In april 2007 kondigde ONVZ aan om tussentijds de polisvoorwaarden aan te passen. Via de en-bloc clausule was dit juridisch toegestaan. Uit een analyse over het vierde kwartaal van 2006 bleek dat ONVZ op de meest uitgebreide aanvullende verzekering een groot verlies leed. Dit verlies was groter dan ONVZ aanvankelijk had becijferd. Volgens ONVZ was het verlies vooral ontstaan door excessief claimgedrag van een relatief kleine groep (20.000) verzekerden.
Om grote premieverhogingen in 2008 te kunnen vermijden, kondigde ONVZ aan de polisvoorwaarden aan te passen. Met name voor alternatieve- en bijzondere geneeswijzen werd de vergoeding beperkt.
Op deze aangekondigde wijziging ontstond veel kritiek. Aan minister Ab Klink van volksgezondheid werden Kamervragen gesteld. Aangezien ONVZ volledig handelde zoals wettelijk is toegestaan kon de minister niet ingrijpen. De Consumentenbond startte samen met de Nederlandse Patiëntenvereniging en twee individuele verzekeren een rechtszaak om de aangekondigde wijziging te verbieden.
Op 8 juni 2007 stelde de rechtbank in Utrecht de eisers in het gelijk. De rechter oordeelde dat ONVZ in principe gerechtigd is de polisvoorwaarden tussentijds aan te passen, maar dat de wijziging in dit geval naar maatstaven van redelijkheid en billijkheid onaanvaardbaar is. ONVZ heeft volgens de rechter genoeg andere mogelijkheden om excessief claimgedrag aan te pakken.

## Meester Kackadorisprijs 2013
Op 5 oktober 2013 werd, voorafgaand aan het jaarlijkse Symposium van de Vereniging tegen de Kwakzalverij de Meester Kackadorisprijs 2013 toegekend aan ONVZ, samen met VGZ, Achmea, Menzis en CZ, vanwege het feit dat deze verzekeringsbedrijven een eigen accreditatiesysteem in het leven hebben geroepen dat gaat beoordelen of een vermeende kwakzalver 'medische basiskennis en psychosociale kennis' heeft op HBO-niveau en aldus in staat geacht kan worden om te beschikken over een functionerend 'pluis/niet pluis gevoel' (citaat uit het juryrapport, Nederlands Tijdschrift tegen de Kwakzalverij, jaargang 124, 2013, no. 4).